# Frank Schätzing
Frank Schätzing, né le 28 mai 1957 à Cologne, est un auteur allemand de science-fiction.

## Biographie
Frank Schätzing a étudié les sciences de la communication et a travaillé comme directeur d'une agence de publicité de Cologne dont il est le cofondateur : INTEVI. Au début des années 1990, il a fait ses premiers pas d'écrivain. Après quelques satires et diverses nouvelles, c'est en 1995 qu'il publie son premier roman : Tod und Teufel (La mort et le diable). En 2000 paraît son second roman, un thriller politique intitulé Lautlos (En silence).
En 2004, son thriller de science-fiction écologique intitulé Der Schwarm, traduit en français sous le titre Abysses (Presses de la cité, 2008), connaît un très grand succès éditorial et devient rapidement un best-seller classé numéro un des ventes en Allemagne pendant plusieurs mois. Ce roman est transposé en 2021-2022 en une mini-série télévisée internationale appelée Abysses,.

## Œuvres

### Romans
- (de) Tod und Teufel (1995) [La mort et le diable] ;
- (de) Mordshunger (1996) [Une faim de meurtre] ;
- (de) Die dunkle Seite (1997) [Le côté obscur] ;
- (de) Keine Angst (1999) [Pas de panique] ;
- (de) Lautlos (2000) [En silence] ;
- (fr) Abysses (Der Schwarm,2004), traduit par Danièle Darneau, Presses de la Cité, coll. « Sang d'encre », 2008 ;
- (de) Nachrichten aus einem unbekannten Universum (2006) [Nouvelles d'un univers inconnu] ;
- (de) Die tollkühnen Abenteuer der Ducks auf hoher See (Éd.) (2006) [Les téméraires aventures des Ducks en haute mer].
- (de) Limit (2009)

### Pièces radiophoniques
- (de) 1999/2003 Tod und Teufel [La mort et le diable]
- (de) 2001 Keine Angst [Pas de panique]
- (de) 2004 Der Schwarm [Abysses]
- (de) 2006 Nachrichten aus einem unbekannten Universum [Nouvelles d'un univers inconnu]

## Prix littéraires
- 2005 : Goldene Feder pour son roman Der Schwarm
- 2005 : Prix allemand de science-fiction  pour son roman Der Schwarm
- 2004 : Prix du livre "Corine", section littérature
- 2002 : Köln Literatur Preis (prix littéraire de la ville de Cologne)